# Cá heo đầu bò
Cá heo đầu bò là cá heo thuộc chi Lissodelphis. Chi này bao gồm hai phân loài là cá heo đầu bò phương bắc (Lissodelphis borealis) và cá heo đầu bò phương nam (Lissodelphis peronii). Đặc điểm chung của chi này là chúng có màu đen, phía dưới có màu trắng và không có vây lưng. Chúng là các thành viên nhỏ nhắn và thanh mảnh của họ cá heo đại dương. Mặc dù các nhà khoa học đã biết về chúng từ lâu (loài phía Bắc đã được xác định bởi Peale trong năm 1848 và loài phía Nam được xác định bởi Lacépède vào năm 1804) nhưng lịch sử, cuộc sống cũng như hành vi của chúng thì ít được biết đến.
Các loài phía Nam chịu áp lực từ hoạt động đánh bắt cá voi ở Peru còn loài phía Bắc không bị săn bắt nhằm mục đích thương mại. Tuy nhiên, hàng chục ngàn con ở phía bắc đã bị thiệt mạng trong những năm 1980 do chúng bị mắc trong các lưới đánh cá.

## Mô tả
Cả hai loài cá heo đầu bò có cơ thể thanh mảnh, nhỏ, nhọn, với chân chèo nhỏ. Đặc điểm dễ nhận thấy của loài này là chúng không có vây lưng. Cá heo đầu bò phương bắc sống duy nhất chỉ ở Thái Bình Dương. Tương tự như vậy, cá heo đầu bò phương nam chỉ được tìm thấy ở Nam bán cầu. Có thể dễ dàng phân biệt hai loài này (ngoài sự phân biệt phạm vi địa lý sinh sống) bởi mức độ của màu trắng trên cơ thể giữa hai loài. Cả hai đều có cái bụng trắng, tuy nhiên, khu vực màu trắng của loài cá heo đầu bò phương nam nhiều hơn so với loài ở phương bắc - bao gồm cả ở hai bên sườn, chân chèo, mỏ và trán.
Cá heo đầu bò phương bắc dài khoảng 220 cm đối với con đực trưởng thành và 200 cm đối với con cái, nặng tối đa từ 80 – 90 kg. Chúng trưởng thành và có khả năng sinh sản khi đạt 10 năm. Cá heo con mới sinh dài khoảng bằng một nửa so với chiều dài của cha mẹ chúng.
Cá heo đầu bò phương nam thường lớn hơn một chút (lên đến 250 cm) và nặng hơn (lên tới 100 kg). Cả hai loài cá heo đầu bò đều có tuổi thọ có thể lên tới 40 năm.

## Phân bố
Cá heo đầu bò phương bắc phân bố rộng rãi tại các khu vực ôn đới của Bắc Thái Bình Dương từ Kamchatka, Nhật Bản ở phía Tây đến British Columbia, bán đảo Baja California ở phía Đông. Nguồn thức ăn chính của chúng là mực. Người ta không biết chính xác việc di cư của chúng nhưng vào mùa đông và mùa xuân chúng được thấy ở California. Ước tính hiện nay có khoảng 14.000 con ở gần bờ biển Bắc Mỹ.
Cá heo đầu bò phương nam phân bố gần Nam Cực từ khoảng 40 ° đến 55 ° thành một dải liên tục. Nhiều nhất là ở khu vực biển Tasmania.

## Hành vi
Cả hai loài này đều sống theo đàn, có thể với các loài cá heo khác, các nhóm có thể lên đến 3000 con. Các nhóm có thể có cả cá voi hoa tiêu, cá voi sát thủ cá heo Dusky (ở phía nam) và Cá heo hông trắng Thái Bình Dương (ở phía bắc). Cá heo đầu bò là một trong những loài cá heo bơi nhanh nhất, (có thể đạt vận tốc trên 40 km/h). Chúng có thể tạo không khí ồn ào bằng việc đập đuôi vào nước hoặc cũng có thể tạo ra sự im lặng gần như người ta không thể phát hiện ra chúng. Ở tốc độ cao, cá heo đầu bò nhảy cao lên đến 7 mét. Hầu hết chúng tránh xa khỏi tàu bè nhưng số ít cũng di chuyển cùng.